# Amagá (ort)
Amagá är en ort i Colombia.   Den ligger i departementet Antioquía, i den centrala delen av landet, 240 km nordväst om huvudstaden Bogotá. Amagá ligger 1 370 meter över havet och antalet invånare är 12 170.
Terrängen runt Amagá är kuperad österut, men västerut är den bergig. Runt Amagá är det ganska tätbefolkat, med 139 invånare per kvadratkilometer. Närmaste större samhälle är Itagüí, 19,7 km nordost om Amagá. I omgivningarna runt Amagá växer i huvudsak städsegrön lövskog.